# Јесења изложба УЛУС-а (2017)
Јесења изложба УЛУС-а (2017) одржала се у периоду од 30. новембра до 18. децембра 2017. године, у галеријском простору Удружења ликовних уметника Србије, односно у Уметничком павиљону "Цвијета Зузорић".

## Излагачи
1. Анђелић Славомир
2. Тони Аничин
3. Милица Антонијевић
4. Ристо Антуновић
5. Мирослав Арсић
6. Бошко Атанацковић
7. Даница Баста
8. Ирена Бијелић Горењак
9. Драгана Бојић
10. Наташа Будимлија Крстић
11. Габријела Булатовић
12. Коста Бунушевац
13. Слободан Врачар
14. Сузана Вучковић
15. Ратко Вулановић
16. Шемса Гавранкапетановић
17. Андрија Гвозденовић
18. Мила Гвардиол
19. Јелена Марта Глишић
20. Санда Грлић
21. Јовица Дејановић
22. Сретко Дивљан
23. Владимир Дуњић
24. Драгомир Ђекић
25. Милош Ђорђевић
26. Селма Ђулизаревић Карановић
27. Петар Ђорђевић
28. Милица Жарковић
29. Славко Живановић
30. Драган Здравковић
31. Ненад Зељић
32. Драган Јовићевић Мацола
33. Ивана Јакшић
34. Јасмина Калић
35. Драгана Јокић
36. Бранимир Карановић
37. Јелена Каришик
38. Миа Кешељ
39. Јасмина Кнежевић
40. Марија Кнежевић
41. Слободан Ковачевић
42. Дијана Кожовић
43. Андреја Крстић
44. Велизар Крстић
45. Милош Костић
46. Јелена Крстић
47. Бранка Кузмановић
48. Радован Кузмановић
49. Александар Курузовић
50. Ранка Лучић Јанковић
51. Раде Марковић
52. Влада Милинковић
53. Здравко Милинковић
54. Ана Милосављевић
55. Миодраг Млађовић
56. Даниела Морариу
57. Милија Нешић
58. Тања Николајевић Веселинов
59. Гордан Николић
60. Владо Њаради
61. Петар Омчикус
62. Бојан Оташевић
63. Драган Пајковић Додиг
64. Сава Пековић
65. Данкица Петровска
66. Димитрије Пецић
67. Ивона Плескоња
68. Александра Поповић
69. Љубица Радовић
70. Слободан Радојковић
71. Симонида Радоњић
72. Никола Радосављевић
73. Бранко Раковић
74. Миодраг Ристић
75. Мехмед Слезовић
76. Теа Соколовски
77. Сања Сремац
78. Јелена Сташевић
79. Тијана Сташевић
80. Милица Стевановић
81. Добри Стојановић
82. Љиљана Стојановић
83. Слободан Дане Стојановић
84. Татјана Стругар
85. Божо Терзић
86. Исидора Фићовић
87. Тијана Фишић
88. Сава Халугин
89. Ана Церовић
90. Драган Цоха
91. Весна Чанак
92. Јелена Шалинић Терзић